# Матвій Єфимов
Матвій Єфимов (роки життя невідомі) — зодчий українського бароко кінця XVII століття, «записной государев мастер». Керував артіллю, яка збудувала Михайлівську та Миколаївську церкви у Глухові. Застосовував у творчості елементи, характерні для російської архітектури XVII століття, зокрема кілеподібні розірвані сандрики.

## Творча спадщина
- Миколаївська церква, Стародуб (1691, не збереглась)[1]
- Собор Різдва Христового, Стародуб (1677—1691)[1][3]
- Михайлівська церква, Глухів (1692, не збереглась)[2]
- Миколаївська церква, Глухів (1693—1695)[2]
- Петропавлівський собор Глухівсько-Петропавлівського монастиря, Будища (1695–1697, не збереглась)[1]

### Сумнівна
- Георгіївський собор Видубицького монастиря, Київ (1696—1701)[1]
- Харалампіївська церква Гамаліївського монастиря, Гамаліївка (1702—1714)[1]

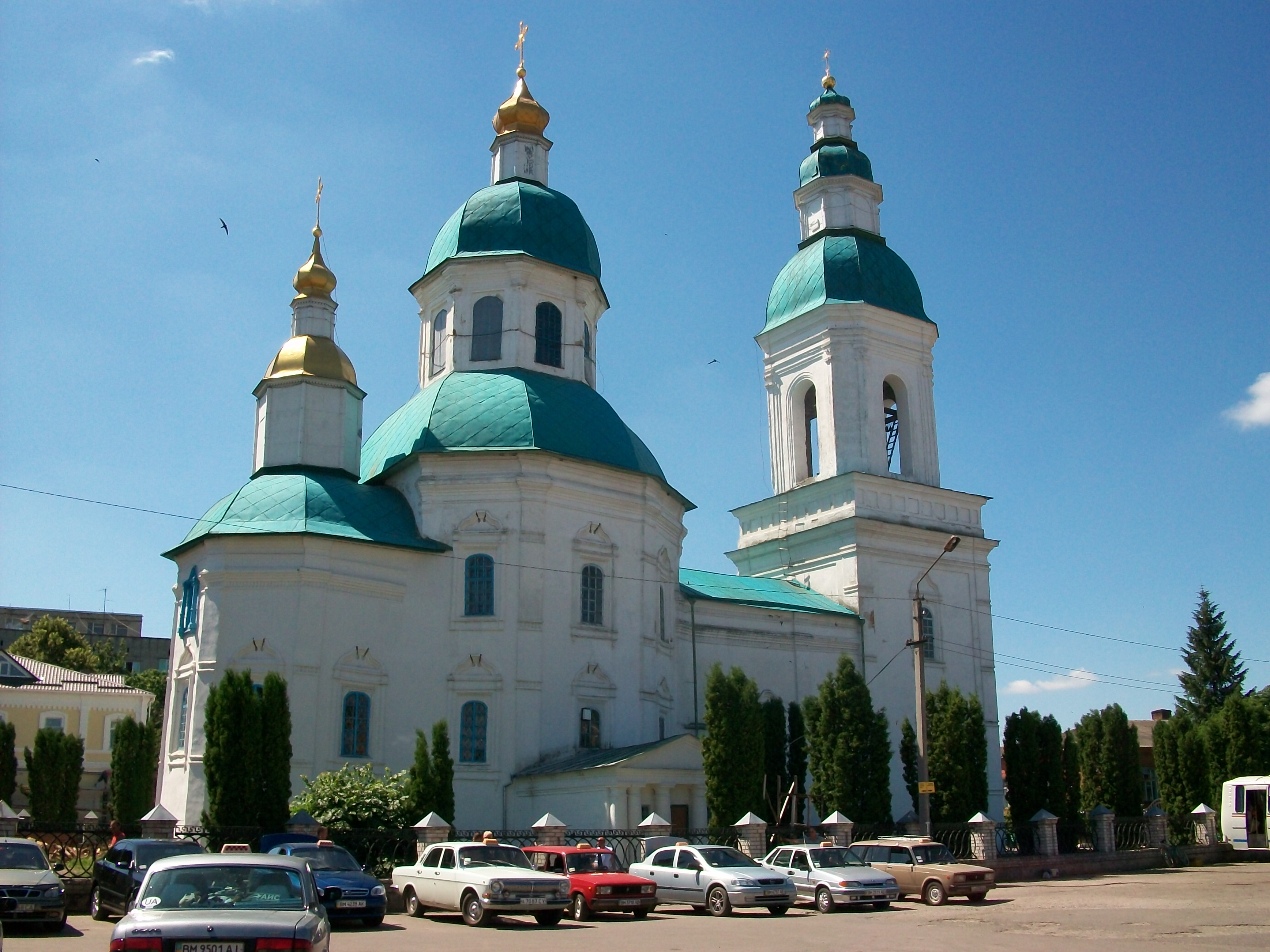
Миколаївська церква у Глухові
Петропавлівський собор Глухівсько–Петропавлівського монастиря, Будища
Собор Різдва Христового, Стародуб